# ラウル・ジ・スーザ
ラウル・ジ・スーザ（Raul de Souza、1934年8月23日 -  2021年6月13日）は、ラウルジーニョ（Raulzinho）としても知られる、セルジオ・メンデス、フローラ・プリム、アイアート・モレイラ、ミルトン・ナシメント、ソニー・ロリンズ、カル・ジェイダー、そしてフュージョン・バンドのカルデラと共演したトロンボーン奏者である。

## 略歴
アメリカ合衆国の音楽プロデューサー、作曲家、ピアニストであるジョージ・デュークは、1970年代半ばにジ・スーザのキャピトルからのリリースであるファースト・アルバムとセカンド・アルバムの『スイート・ルーシー』『讃歌』をプロデュースするために連れてこられた。1979年、ジ・スーザは『'Til Tomorrow Comes』をリリースした。これは、ロサンゼルスのトップ・ソウル・セッション・プレーヤーの多くが参加するアーサー・ライトのプロデュース作品である。このレコーディングはジャズでなく、ディスコ/ファンクの時流に乗るための努力が垣間見られた。マイルストーンからの初期アルバムである『カラーズ』は、ファンタジー・レコードからのオリジナル・ジャズ・クラシック・シリーズの一部としてCDで入手できる。
1960年代初頭、彼はセルジオ・メンデスのオリジナル・ボッサ・リオ・グループのメンバーを務めた。1960年代後半、2度目のよりポップ志向になったボッサ・リオ・グループは、キーボード奏者のマンフレッド・フェストによって率いられた（メンデスは2枚のアルバムのプロデューサーを務めた）。
彼は多くの国際的なジャズ・フェスティバルに出演し、アメリカにて長きにわたり生活し活動した後、ブラジルに戻って演奏と作曲を続けている。

## ディスコグラフィ

### リーダー・アルバム
- 『ヴォンターヂ・メズモ』 - À Vontade Mesmo (1965年、ハウルジーニョ名義)
- International Hot (1968年、"Impacto 8")
- 『カラーズ』 - Colors (1975年、Milestone)
- 『スイート・ルーシー』 - Sweet Lucy (1977年、Capitol)
- 『讃歌』 - Don't Ask My Neighbors (1978年、Capitol/EMI)
- 'Till Tomorrow Comes (1979年、Capitol)
- Viva Volta Inverno & Verao, (1986年、RGE)
- 20 Preferidas (1996年、RGE)
- Rio (1999年、Mix House)
- Elixir (2004年、Tratore)
- Jazzmim (2006年、Biscoito Fino)
- Soul & Creation (2008年、PAO)
- Bossa Eterna (2008年、Biscoito Fino)
- Brazilian Samba Jazz (2016年、Encore Merci)
- Blue Voyage (2018年、Selo)

### 参加アルバム
- カルデラ : 『カルデラ』 - Caldera (1976年、Capitol/EMI)
- デイヴィッド・フェルドマン : Horizonte (2016年)
- エルメート・パスコアール : 『スレイヴス・マス』 - Slaves Mass (1977年、Warner Bros.)